# گوم‌اسپیس
گوم‌اسپیس (انگلیسی: GomSpace) شرکت هوافضای دانمارکی است، که در سال ۲۰۰۷ تأسیس شد.